# Kellenhusen (Ostsee)
Kellenhusen település Németországban, Schleswig-Holstein tartományban. Lakosainak száma 1262 fő (2023. december 31.).

## Népesség
A település népességének változása:
| Lakosok száma | 1098 | 1106 | 1119 | 1117 | 1197 | 1220 | 1262 |
|               | 1975 | 2017 | 2018 | 2019 | 2021 | 2022 | 2023 |